# 清永聡
清永 聡（きよなが さとし、1970年（昭和45年） - ）は、日本のジャーナリスト。NHK解説委員室・解説主幹。担当分野は司法・事件・公文書管理・災害。

## 人物・来歴
福岡県生まれ。小学校までは広島で育つ。1993年広島大学文学部独語科卒業後、NHKに記者として入局。報道局社会部記者（気象庁・司法クラブ担当）、大分放送局ニュースデスク、司法クラブキャップ、社会部副部長などを経て現職。戦中・戦後の司法を専門としており、著書『気骨の判決』はドラマ化もされている。自身の取材経験から、資料や記録、公文書管理の重要性を説き、自然災害・防災に関する取材も担当。2018年12月、著書『家庭裁判所物語』で第6回守屋賞を受賞。
2024年4月より9月まで放送の連続テレビ小説『虎に翼』は『家庭裁判所物語』がベースとなっており、同書を読んだプロデューサーの制作統括・尾崎裕和と石澤かおるから、「三淵嘉子さんをモデルにした朝ドラってできると思いますか？」と相談されたことがきっかけだった。
『虎に翼』では「取材」として制作に参加している。

## 担当番組
『時論公論』ほか。

## 著書
- 『気骨の判決 -東条英機と闘った裁判官-』新潮新書、2008年8月。ISBN 978-4106102752。
- 『戦犯を救え　BC級「横浜裁判」秘録』新潮新書、2015年8月。ISBN 978-4106106316。
- 『家庭裁判所物語』日本評論社、2018年9月。ISBN 978-4535523746。

### 著・編集
- 『三淵嘉子と家庭裁判所』日本評論社、2023年12月。ISBN 978-4535527454。

### 共著
- 矢澤久純『戦時司法の諸相』渓水社、2011年10月。ISBN 978-4863271487。